# Flota Świnoujście
Flota Świnoujście, volledige naam Miejski Klub Sportowy Flota Świnoujście, is een voetbalclub uit de Poolse havenstad Świnoujście. De club is opgericht op 17 april 1957 en heeft blauw en wit als clubkleuren. 'Flota' betekent vloot.
Van 2007 tot 2015 speelde de club in de I liga. Na de degradatie in 2015 ging Flota failliet waarna een doorstart gemaakt werd op het achtste niveau.